# Верхняя Нормандия
Верхняя Нормандия (фр. Haute-Normandie, норманд. Ĥâote-Normaundie) — бывший административный регион на севере Франции, в состав которого были включены департаменты Приморская Сена и Эр. С 1 января 2016 года является частью региона Нормандия.
Регион был образован в рамках национальной административной реформы 1956 года. Слово «Верхняя» в названии региона было использовано потому, что он располагался на более высоких географических широтах относительно соседнего региона Нижняя Нормандия; абсолютная высота над уровнем моря Верхней Нормандии ниже, чем Нижней Нормандии.

## География

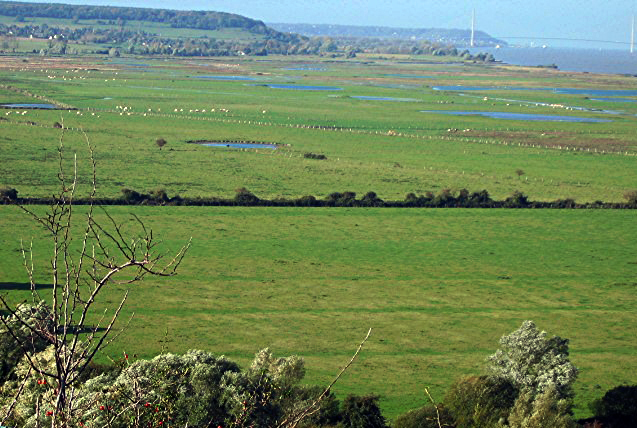
Земли Марэ Вернье

Площадь территории бывшего региона составляет 12 317 км². Регион включал департаменты Эр и Приморская Сена. Через его территорию протекают реки Сена, Эр, Вёль.
На территории Верхняя Нормандия расположены следующие природные области:
- Пеи-де-Ко (фр. Pays de Caux) — земли, расположенные между Руаном, Дьепом и Гавром; плодородная возвышенная равнина с меловыми почвами, изрезанная речными долинами и небольшими висячими долинами, выходящими в пролив Ла-Манш.
- Пеи-де-Бре (фр. Pays de Bray)
- Долина Сены
- Марэ Вернье (фр. Marais Vernier) — небольшой район с прежде заболоченными землями, где раньше был изгиб русла Сены; район благоприятен для разведения скота и известен своими сельскими хижинами, крытыми соломой.

## История
В 911 году предводитель викингов Роллон заключил соглашение с каролингским королём Карлом III Простоватым. По условиям этого Сен-Клер-сюр-Эптского договора король доверил Роллону оборону Руанского графства, земли которого примерно соответствовали территории современного региона Верхняя Нормандия.
В XVIII веке работорговля достигла своего апогея. Горожане Гавра, Руана и Онфлёра активно пользовались экономической выгодой, связанной с такой треугольной торговлей. В городах стала развиваться обработка хлопка, что послужило основой для промышленной революции. Выросло число мануфактур; их открывают в пригородах Руана. Однако эти изменения коснулись главным образом восточной части Нормандии (то есть земли современной Верхней Нормандии).
В процессе образования административных регионов во Франции в 1956 году пять нормандских департаментов разделили между двумя регионами — Верхняя Нормандия и Нижняя Нормандия. Несмотря на то, что границы остались нетронутыми, это размежевание снова возродило дискуссии о различиях, корни которых восходят к XVI и даже к XIV веку.

## Экономика
В Верхней Нормандии производились:
- 60 % от общего национального объёма производства смазочных материалов
- 50 % объёма производства пластмасс и 30 % вагонов

Среди всех французских регионов Верхняя Нормандия занимала:
- 4-е место по объёму внешнеэкономической деятельности
- 1-е место по производству льна
- 6-е место по объёму научно-исследовательских работ

## Транспорт

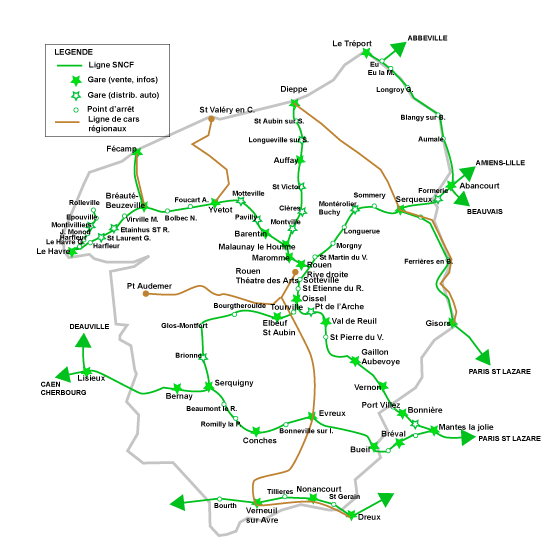
Схема маршрутов региональной сети TER Haute-Normandie

Территория бывшего региона Верхняя Нормандия обслуживается сетью пригородных железнодорожных маршрутов TER компании TER Haute-Normandie. Сеть была образована вокруг двух радиальных железнодорожных магистралей национального масштаба — линия Париж — Гавр и линия Париж — Кан. Центральной точкой сети является руанский вокзал Rouen-Rive-Droite, где сходится большинство линий сети TER.

## Культура
Верхняя Нормандия занимала первое место во Франции по концентрации музеев и второе — по концентрации театров. Исключительные леса занимают около 20 % территории бывшего региона. На территории Верхней Нормандии находится свыше 50 садов и парков.

## Региональная гастрономия
Особенности региональной кухни Нормандии обусловлены в первую очередь географическим положением региона. Его плодородные земли обеспечивают обилие сельскохозяйственных продуктов, а море даёт щедрые уловы рыбы и разнообразных моллюсков.
Тем не менее, тон в региональной кухне задают молочные продукты; любовь нормандцев к маслу и сливкам имеет почти легендарный характер.